# 长柱虎皮楠
长柱虎皮楠（学名：Daphniphyllum longistylum），为虎皮楠科虎皮楠属下的一个植物种。